# Torrijos, Tây Ban Nha
Torrijos là một đô thị trong tỉnh Toledo, Castile-La Mancha, Tây Ban Nha. Dân số 12.000 , diện tích 17 km², mật độ 682.76 người/km².